# لوحة القديس كولومبا

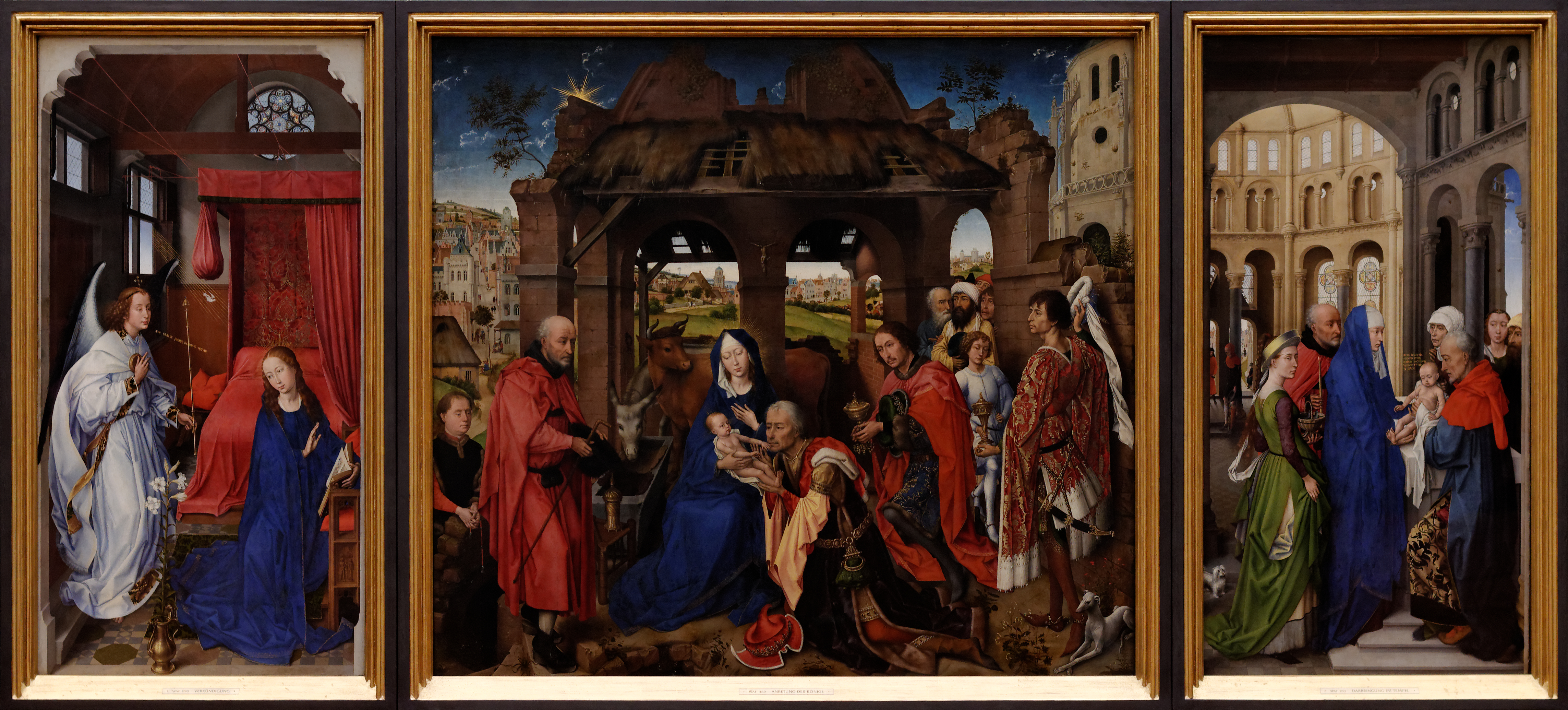
لوحة مَذبح القديس كولومبا بريشة روجير فان در فايدن. لوحة زيت على لوح من خشب البلوط، 138 × 70 سم ، 138 × 153 سم ، 138 × 70. ألت بيناكوثيك، ميونيخ

لوحة القديس كولومبا أو لوحة مَذبح القديس كولومبا (تسمى أحيانا بـ"في عشق الملوك") رسمة مذبح لوحية كبيرة من عام 1455 تقريبًا مرسومة على خشب البلوط بالألوان الزيتية وهي من إبداع الرسام الهولندي روجير فان در فايدن، تقبع اليوم في متحف ألت بيناكوثيك، في ميونيخ.